# Parachutist Badge (Royaume-Uni)
Les forces armées britanniques décernent une gamme de badges parachutistes à ceux qui sont qualifiés comme parachutistes militaires. La version attribuée dépend en grande partie de l'unité ou du rôle que la personne remplit après la qualification.

## Histoire

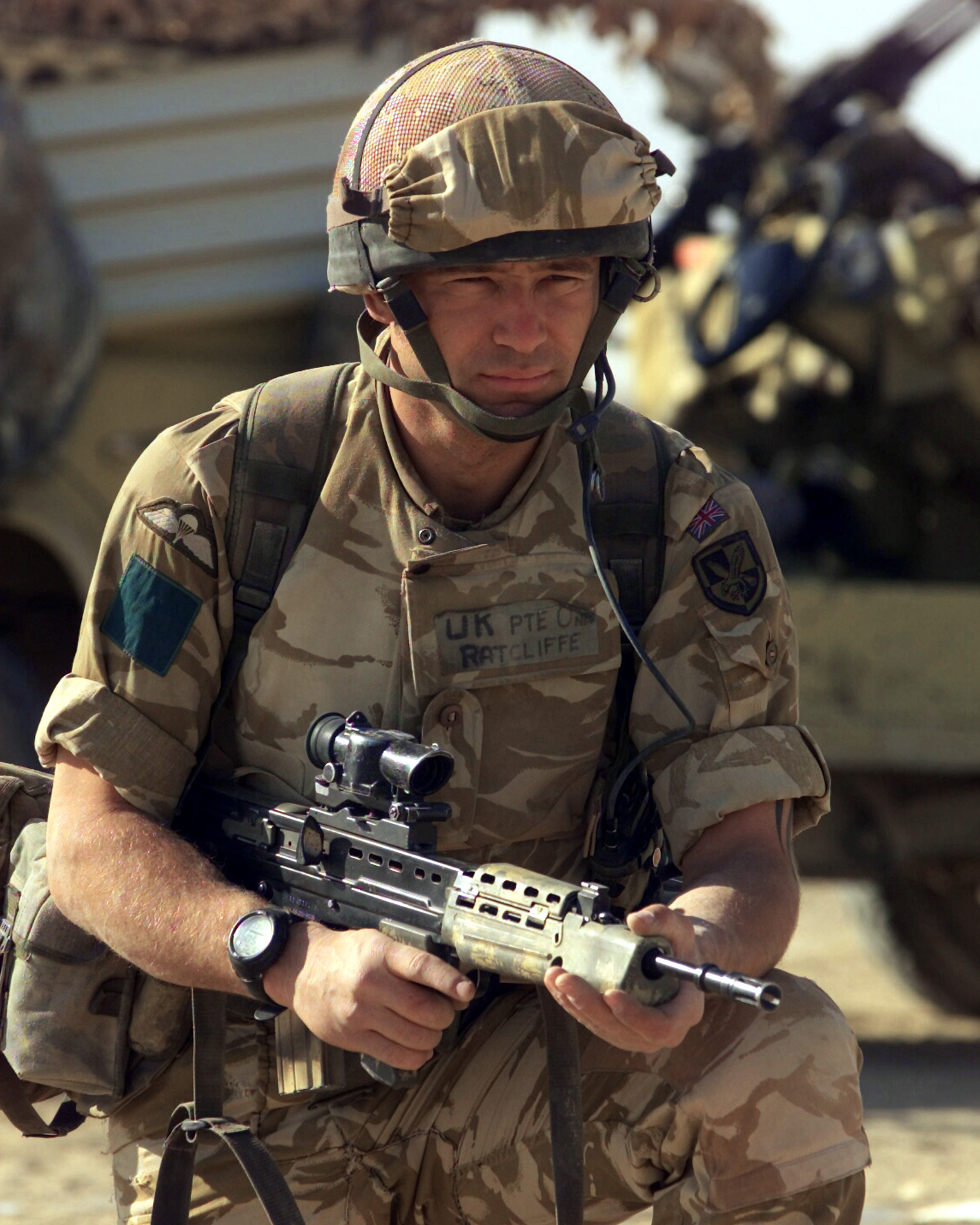
Soldat du 3e bataillon, régiment de parachutistes (voir l'insigne de parachute avec des ailes sur sa manche droite)

Pendant la Seconde Guerre mondiale, avec la création de la première formation de parachutistes des unités aéroportées britanniques, un cours de 12 jours était dispensé à l' École de formation des parachutistes no 1 de la Royal Air Force à Ringway. Les recrues sautent d'abord ballon de barrage converti et terminaient avec cinq sauts en parachute à partir d'un avion[réf. nécessaire]. Les soldats ne réussissant pas à effectuer un saut en parachute étaient renvoyés à leur ancienne unité (connue sous le nom de "retourné à l'unité" ou "RTU"). À la fin du cours, les nouveaux parachutistes recevaient leur béret bordeaux et leur brevet parachutiste et étaient affectés à un bataillon de parachutistes[réf. nécessaire].
Actuellement, le personnel militaire britannique doit suivre le cours de base de parachutisme, qui est dispensé par l'école de formation parachutiste no 1 de la RAF Brize Norton. Le cours se compose d'une formation au sol puis de 9 sauts. Il est suivi par les personnels de toutes les branches des forces armées britanniques. Les troupes effectuent les sauts à partir d'un avion C-130 Hercules ou Skyvan à l'aide du parachute de basse altitude à une hauteur de 800 ft (240m) et 1000 ft (300m). Après avoir réussi leurs neuf sauts, les stagiaires reçoivent leurs «ailes» de la part de l'officier commandant l'école de formation de parachutistes no 1 et retournent dans leurs unités en tant que parachutistes qualifiés.

## Versions

### Marine
Tous les parachutistes militaires servant dans la Royal Navy portent l'insigne de parachutiste de l'armée, un parachute avec des ailes. En or sur bleu sur l'uniforme no 1 et (en miniature) sur l'uniforme no 2. L'insigne est en blanc sur bleu sur la tenue RN PCS ou en bleu clair sur kaki drill sur la tenue MTP. Le badge est porté au-dessus du badge d'unité et 6 mm en dessous de la couture d'épaule sur le bras droit.

### Armée de terre
L'armée de terre britannique dispose de trois badges de qualification de parachute pour les soldats ne faisant pas partie des forces spéciales :
- Instructeur adjoint de saut en parachute;
- Badge de parachute avec ailes (également utilisé par les Royal Marines et la Royal Navy);
- Badge de parachute sans ailes[2].

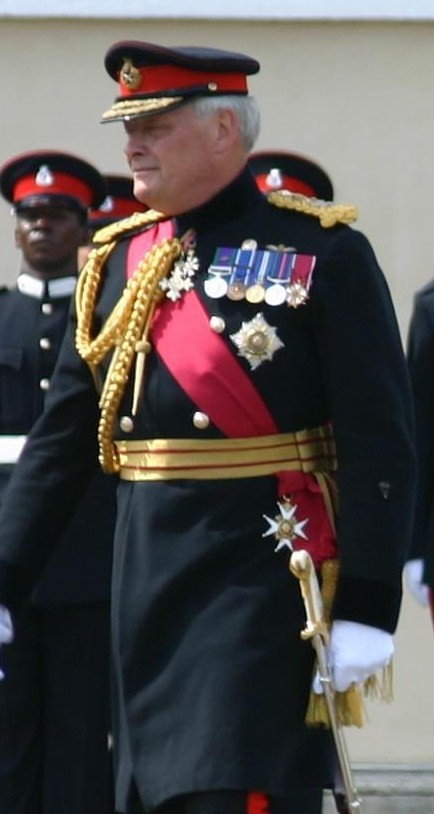
Le maréchal Baron Walker d'Aldringham, l'insigne de parachute sans ailes peut être vu sur sa manche gauche

L'insigne parachutiste avec les ailes, qui représente un parachute ouvert brodé en blanc flanqué d'une paire d'ailes brodées en bleu clair, ne doit être porté que par un parachutiste qualifié qui a par la suite fait partie des effectifs d'une unité parachutiste.
Ceux qui ne servent pas dans une unité parachutiste sont autorisés à porter l'insigne sans ailes, familièrement connu sous le nom d'ampoule ("lightbulb").
Dans l'armée de terre, la sélection précédent le cours de parachutisme se fait au centre d'entrainement de l'infanterie de Catterick au sein de la P Company.

### Forces spéciales
L'insigne parachutiste pour le personnel des SAS et SBS est de conceptions différentes, les transmetteurs des forces spéciales attachés au SBS portent l'insigne à motif SBS.
L'insigne parachutiste à motif SAS, conçues par le lieutenant Jock Lewes est basé sur les ailes stylisées de l'Ibis sacré d'Isis dans l'iconographie égyptienne représentées dans le décor du Shepheard's Hotel au Caire. Il est porté sur l'épaule droite. Pendant la seconde guerre mondiale, après un certain nombre de sauts opérationnels, il était porté sur la poitrine gauche, au-dessus des rubans de médaille.

### RAF
Le personnel qualifié de la RAF et du RAF Regiment porte un badge similaire à l'insigne de parachute de l'armée de terre avec ailes, anciennement sur un support bleu-gris de la RAF et, depuis 1972, sur le bleu marine. Il existe un équivalent Air force de «l'ampoule». Le badge d' instructeur de saut en parachute est catégorisé comme un badge de personnel navigant.

## Voir également
- Parachute Regiment (Royaume-Uni)
- Insigne de parachutiste (États-Unis)
- Insigne parachutiste (Allemagne)
- Insigne parachutiste (France)